# Tvoje lice zvuči poznato (4. sezona)
Tvoje lice zvuči poznato 4 predstavlja četvrtu sezonu hrvatskog plesno-pjevačkog showa Tvoje lice zvuči poznato. Emisija je utemeljena na izvornoj nizozemskoj inačici Your face sounds familiar.
Četvrta sezona showa s prikazivanjem je započela 5. ožujka, a završila 28. svibnja 2017. godine. Prikazivala se svake nedjelje u 20 sati na kanalu Nova TV. 

## Voditelji
- Igor Mešin
- Rene Bitorajac

## Žiri
U četvrtoj sezoni showa članovi žirija su tri stalna člana:
- Goran Navojec - glumac
- Sandra Bagarić - operna pjevačica
- Tomo In Der Mühlen - producent i DJ

### Gostujući članovi žirija:
- Damir Kedžo
- Jelena Rozga
- Bojana Gregorić
- Jacques Houdek
- Lana Jurčević
- Baby Dooks
- Mia Kovačić
- Zorica Kondža
- Mateo Cetinski
- Ivanka MazuklIjević
- Marko Tolja
- Irina Čulinović
- Indira Levak i Mario Petreković

## Natjecatelji
U četvrtoj sezoni iz tjedna u tjedan nastupalo je osam kandidata.
| Natjecatelj     | Godina rođenja | Mjesto rođenja    | Zanimanje   |
| --------------- | -------------- | ----------------- | ----------- |
| Dalibor Petko   | 1978.          | Zagreb, Hrvatska  | Voditelj    |
| Bojan Jambrošić | 1985.          | Čakovec, Hrvatska | Pjevač      |
| Mario Roth      | 1981.          | Osijek, Hrvatska  | Pjevač      |
| Daniel Bilić    | 1982.          | Zadar, Hrvatska   | Voditelj    |
| Mia Anočić      | 1990.          | Osijek, Hrvatska  | Glumica     |
| Ivana Mišerić   | 1985.          | Zagreb, Hrvatska  | Voditeljica |
| Ana Gruica      | 1983.          | Split, Hrvatska   | Glumica     |
| Nives Celzijus  | 1981.          | Zagreb, Hrvatska  | Pjevačica   |

## Ukupni poredak
| Rb. | Natjecatelj | Epizoda | Epizoda | Epizoda | Epizoda | Epizoda | Epizoda | Epizoda | Epizoda | Epizoda | Epizoda | Epizoda | Epizoda | Epizoda | Ukupno |
| Rb. | Natjecatelj | 1       | 2       | 3       | 4       | 5       | 6       | 7       | 8       | 9       | 10      | 11      | 12      | 13      | Ukupno |
| --- | ----------- | ------- | ------- | ------- | ------- | ------- | ------- | ------- | ------- | ------- | ------- | ------- | ------- | ------- | ------ |
| 1.  | Nives       | 34      | 53      | 24      | 38      | 28      | 43      | 28      | 67      | 33      | 30      | 34      | 49      | 64      | 525    |
| 2.  | Mia         | 31      | 38      | 56      | 42      | 28      | 28      | 44      | 34      | 71      | 49      | 29      | 19      | 55      | 524    |
| 3.  | Bojan       | 25      | 16      | 34      | 73      | 18      | 44      | 45      | 38      | 40      | 33      | 33      | 58      | 57      | 514    |
| 4.  | Mario       | 66      | 27      | 46      | 33      | 37      | 20      | 32      | 28      | 32      | 29      | 63      | 40      | 42      | 495    |
| 5.  | Dalibor     | 50      | 30      | 39      | 21      | 35      | 40      | 48      | 37      | 27      | 44      | 27      | 43      | -       | 441    |
| 6.  | Ivana       | 19      | 69      | 18      | 19      | 45      | 45      | 22      | 39      | 19      | 48      | 22      | 30      | -       | 395    |
| 7.  | Ana         | 28      | 26      | 23      | 30      | 72      | 26      | 37      | 18      | 45      | 26      | 16      | 26      | -       | 373    |
| 8.  | Daniel      | 31      | 25      | 44      | 28      | 21      | 38      | 28      | 27      | 17      | 25      | 60      | 19      | -       | 363    |

## Pregled emisija

### Prva epizoda – 5. ožujka 2017.
| Natjecatelj     | Transformacija | Pjesma                  | Bodovi |
| --------------- | -------------- | ----------------------- | ------ |
| Mario Roth      | Tina Turner    | "Simple the best"       | 66     |
| Dalibor Petko   | Colonia        | "Za tvoje snene oči"    | 50     |
| Nives Celzijus  | Baha Men       | "Who Let the Dogs Out?" | 34     |
| Mia Anočić      | Chubby Checker | "Let's Twist Again"     | 31     |
| Danijel Bilić   | Ricky Martin   | "She Bangs"             | 31     |
| Ana Gruica      | Jennifer Lopez | "Ain't It Funny"        | 28     |
| Bojan Jambrošić | Toše Proeski   | "Pratim te"             | 25     |
| Ivana Mišerić   | Madonna        | "Like A Virgin"         | 19     |

Pobjednik prve epizode je Mario Roth.

### Druga epizoda – 12. ožujka 2017.
| Natjecatelj     | Transformacija | Pjesma                                   | Bodovi |
| --------------- | -------------- | ---------------------------------------- | ------ |
| Ivana Mišerić   | Maroon 5       | "Sugar"                                  | 69     |
| Nives Celzijus  | The Prodigy    | "Firestarter"                            | 53     |
| Mia Anočić      | Dražen Zečić   | "Pokidat ću lance sve"                   | 38     |
| Dalibor Petko   | Bijelo Dugme   | "Tako ti je mala moja kad ljubi Bosanac" | 30     |
| Mario Roth      | Don Omar       | "Danza Kuduro"                           | 27     |
| Ana Gruica      | Ray Charles    | "Hit The Road Jack"                      | 26     |
| Danijel Bilić   | Denis & Denis  | "Ja sam lažljiva"                        | 25     |
| Bojan Jambrošić | Jelena Rozga   | "Razmažena"                              | 16     |

Pobjednica druge epizode je Ivana Mišerić.

### Treća epizoda – 19. ožujka 2017.
| Ntajecatelj     | Transformacija      | Pjesma                      | Bodovi |
| --------------- | ------------------- | --------------------------- | ------ |
| Mia Anočić      | Novi fosili         | "E moj Saša"                | 56     |
| Mario Roth      | Danijela Martinović | "Volim barabu"              | 46     |
| Danijel Bilić   | Pitbull             | "I Know You Want Me"        | 44     |
| Dalibor Petko   | Spice Girls         | "Wannabe"                   | 39     |
| Bojan Jambrošić | OMI                 | "Cheerleader"               | 34     |
| Nives Celzijus  | Shakira             | "Objection"                 | 24     |
| Ana Gruica      | Ilan Kabiljo        | "Kad nema ljubavi"          | 23     |
| Ivana Mišerić   | Kiss                | "I Was Made For Loving You" | 18     |

Pobjednica treće epizode je Mia Anočić.

### Četvrta epizoda – 26. ožujka 2018.
| Natjecatelj     | Transformacija      | Pjesma                 | Bodovi |
| --------------- | ------------------- | ---------------------- | ------ |
| Bojan Jambrošić | Jacques Houdek      | "Ima nešto u tome"     | 73     |
| Bojan Jambrošić | Doris Dragović      | "Ima nešto u tome"     | 73     |
| Mia Anočić      | The Black Eyed Peas | "My Humps"             | 42     |
| Nives Celzijus  | Zvonko Bogdan       | "Moja mala nema mane"  | 38     |
| Mario Roth      | Guns N' Roses       | "Paradise City"        | 33     |
| Ana Gruica      | Katy Perry          | "Last Friday Night"    | 30     |
| Danijel Bilić   | Nives Celzijus      | "Karanfili"            | 28     |
| Dalibor Petko   | Prljavo kazalište   | "Ne zovi mama doktora" | 21     |
| Ivana Mišerić   | Ottawan             | "D.I.S.C.O."           | 19     |

Pobjednik četvrte epizode je Bojan Jambrošić.

### Peta epizoda – 2. travnja 2017.
| Natjecatelj     | Transformacija        | Pjesma                                  | Bodovi |
| --------------- | --------------------- | --------------------------------------- | ------ |
| Ana Gruica      | Oliver Dragojević     | "Nadalina"                              | 72     |
| Ana Gruica      | Boris Dvornik         | "Nadalina"                              | 72     |
| Ivana Mišerić   | New Kids on the Block | "Step By Step"                          | 45     |
| Mario Roth      | Gipsy Kings           | "Bamboléo" & "Djobi Djoba" & "Baila Me" | 37     |
| Dalibor Petko   | Las Ketchup           | "The Ketchup Song"                      | 35     |
| Mia Anočić      | Magazin               | "Sve bi seke ljubile mornare"           | 28     |
| Nives Celzijus  | / Olivia Newton-John  | "Physical"                              | 28     |
| Danijel Bilić   | Will Smith            | "Gettin' Jiggy Wit It"                  | 21     |
| Bojan Jambrošić | Nina Badrić           | "Takvi kao ti"                          | 18     |

Pobjednica pete epizode je Ana Gruica.

### Šesta epizoda – 9. travnja 2017.
| Natjecatelj     | Transformacija  | Pjesma               | Bodovi |
| --------------- | --------------- | -------------------- | ------ |
| Ivana Mišerić   | Britney Spears  | "Toxic"              | 45     |
| Bojan Jambrošić | Kool & the Gang | "Fresh"              | 44     |
| Nives Celzijus  | Coolio          | "Gangsta's Paradise" | 43     |
| Dalibor Petko   | Mory Kante      | "Yé ké yé ké"        | 40     |
| Danijel Bilić   | Pulp Fiction    | "You Never Can Tell" | 38     |
| Mia Anočić      | Bolesna braća   | "Lovačke priče"      | 28     |
| Ana Gruica      | Tajči           | "Moj mali je opasan" | 26     |
| Mario Roth      | Maja Šuput      | "Lopove"             | 20     |

Pobjednica šeste epizode je Ivana Mišerić.

### Sedma epizoda – 16. travnja 2017.
| Natjecatelj     | Transformacija    | Pjesma                                       | Bodovi |
| --------------- | ----------------- | -------------------------------------------- | ------ |
| Dalibor Petko   | Amy Winehouse     | "Valerie"                                    | 48     |
| Bojan Jambrošić | Mate Mišo Kovač   | "Ako me ostaviš" & "Drugi joj raspliće kosu" | 45     |
| Mia Anočić      | Cesária Évora     | "Bésame Mucho"                               | 44     |
| Ana Gruica      | Salt'N'Pepa       | "Push It"                                    | 37     |
| Mario Roth      | Prljavi ples      | "Do You Love Me"                             | 32     |
| Nives Celzijus  | Severina          | "Paloma Nera"                                | 28     |
| Danijel Bilić   | Alka Vuica        | "Ej, što mi radiš"                           | 28     |
| Ivana Mišerić   | Michael Jackson   | "Love Never Felt So Good"                    | 22     |
| Ivana Mišerić   | Justin Timberlake | "Love Never Felt So Good"                    | 22     |

Pobjednik sedme epizode je Dalibor Petko.

### Osma epizoda – 23. travnja 2017.
| Natjecatelj     | Transformacija | Pjesma                                                    | Bodovi |
| --------------- | -------------- | --------------------------------------------------------- | ------ |
| Nives Celzijus  | Ylvis          | "The Fox"                                                 | 67     |
| Ivana Mišerić   | Plavi orkestar | "Bolje biti pijan nego star" & "Ako su to samo bile laži" | 39     |
| Bojan Jambrošić | Zorica Kondža  | "Ima jedan svijet"                                        | 38     |
| Dalibor Petko   | Inner Circle   | "Sweat"                                                   | 37     |
| Mia Anočić      | Footloose      | "Footloose"                                               | 34     |
| Mario Roth      | Aerosmith      | "Don't Wanna Miss A Thing"                                | 28     |
| Danijel Bilić   | Roxette        | "The Look"                                                | 27     |
| Ana Gruica      | Miroslav Škoro | "Otvor ženo kapiju" & "Juliška"                           | 18     |

Pobjednica osme epizode je Nives Celzijus.

### Deveta epizoda – 30. travnja 2017.
| Natjecatelj     | Transformacija  | Pjesma                       | Bodovi |
| --------------- | --------------- | ---------------------------- | ------ |
| Mia Anočić      | Tereza Kesovija | "Nima Splita do Splita"      | 71     |
| Ana Gruica      | Doris Day       | "Perhaps, Perhaps, Perhaps"  | 45     |
| Bojan Jambrošić | Prince          | "Cream"                      | 40     |
| Nives Celzijus  | Let 3           | "Ero s onoga svijeta"        | 33     |
| Mario Roth      | George Michael  | "Freedom"                    | 32     |
| Dalibor Petko   | Elton John      | "Don't Go Breakin' My Heart" | 27     |
| Dalibor Petko   | RuPaul          | "Don't Go Breakin' My Heart" | 27     |
| Ivana Mišerić   | Rihanna         | "We Found Love"              | 19     |
| Danijel Bilić   | Vaya Con Dios   | "Nah Neh Nah"                | 17     |

Pobjednica devete epizode je Mia Anočić.

### Deseta epizoda – 7. svibnja 2017.
| Natjecatelj     | Transformacija      | Pjesma                         | Bodovi |
| --------------- | ------------------- | ------------------------------ | ------ |
| Mia Anočić      | Flashdance          | "Flashdance... What a Feeling" | 49     |
| Ivana Mišerić   | Scatman             | Scatman                        | 48     |
| Dalibor Petko   | The Mask            | "Cuban Pete"                   | 44     |
| Bojan Jambrošić | Josipa Lisac        | "Danas sam luda"               | 33     |
| Nives Celzijus  | Mile Kekin          | "Dolje je bolje"               | 30     |
| Nives Celzijus  | Ivanka MazuklIjević | "Dolje je bolje"               | 30     |
| Mario Roth      | Annamaria           | "Novi svijet"                  | 29     |
| Ana Gruica      | Fantomi             | "Duda"                         | 26     |
| Danijel Bilić   | Diana Ross          | "Upside Down"                  | 25     |

Pobjednica desete epizode je Mia Anočić.

### Jedanaesta epizoda – 14. svibnja 2017.
| Natjecatelj     | Transformacija     | Pjesma             | Bodovi |
| --------------- | ------------------ | ------------------ | ------ |
| Mario Roth      | Freddie Mercury    | "Barcelona"        | 63     |
| Mario Roth      | Montserrat Caballe | "Barcelona"        | 63     |
| Danijel Bilić   | Rag'n'Bone Man     | "Human"            | 60     |
| Nives Celzijus  | Rocky              | "Eye of the Tiger" | 34     |
| Bojan Jambrošić | En Vogue           | "Don't Let Go"     | 33     |
| Mia Anočić      | Michael Jackson    | "Black or White"   | 29     |
| Dalibor Petko   | Lidija Bačić       | "Viski"            | 27     |
| Ivana Mišerić   | Grease             | "Summer Nights"    | 22     |
| Ana Gruica      | Dschinghis Khan    | Dschinghis Khan    | 16     |

Pobjednik jedanaeste epizode je Mario Roth.

### Dvanaesta epizoda – 21. svibnja 2017.
| Natjecatelj     | Transfromacija   | Pjesma                                     | Bodovi |
| --------------- | ---------------- | ------------------------------------------ | ------ |
| Bojan Jambrošić | Ed Sheeran       | "Thinking Out Loud"                        | 58     |
| Nives Celzijus  | Cher             | "Welcome To Burlesque"                     | 49     |
| Dalibor Petko   | Helena Paparizou | "My Number One"                            | 43     |
| Mario Roth      | James Brown      | "Get Up (I Feel Like Being a) Sex Machine" | 40     |
| Ivana Mišerić   | Lady Gaga        | "Telephone"                                | 30     |
| Ana Gruica      | Pussycat Dolls   | "Don't Cha"                                | 26     |
| Mia Anočić      | Sia              | "Cheap Thrills"                            | 19     |
| Mia Anočić      | Sean Paul        | "Cheap Thrills"                            | 19     |
| Danijel Bilić   | Ivo Robić        | "Samo jednom se ljubi"                     | 19     |

Pobjednik dvanaeste epizode je Bojan Jambrošić.

### Trinaesta epizoda (finale) – 28. svibnja 2017.
| Natjecatelj     | Transformacija         | Pjesma                         | Broj bodova      |
| --------------- | ---------------------- | ------------------------------ | ---------------- |
| Nives Celzijus  | Red Hot Chilli Peppers | "Dani California"              | 64               |
| Bojan Jambrošić | The Cranberries        | "Zombie"                       | 57               |
| Mia Anočić      | Kylie Minogue          | "In Your Eyes"                 | 55               |
| Mario Roth      | Madonna                | "La Isla Bonita" & "Pala Tute" | 42               |
| Dalibor Petko   | Azucar Moreno          | "Bandido"                      | Revijalni nastup |
| Ivana Mišerić   | Azucar Moreno          | "Bandido"                      | Revijalni nastup |
| Danijel Bilić   | Josipa Lisac           | ”Nek’ se dijete zove kao ja”   | Revijalni nastup |
| Ana Gruica      | Gibonni                | ”Nek’ se dijete zove kao ja”   | Revijalni nastup |

Pobjednica trinaeste epizode i četvrte sezone showa Tvoje lice zvuči poznato je Nives Celzijus.

## Vanjske poveznice
- Službena stranica
- Službena Facebook stranica
- Službeni Youtube kanal
- Službeni Instagram profil
- Službeni Twitter profil